# سوني بوي (أنمي)
سوني بوي (باليابانية: サニーボーイ، بالروماجي: Sonny Boy) حرفيًا (الفتى اليافع)، مسلسل أنمي تلفزيوني ياباني من كتابة وإخراج «شينغو ناتسومي» وتنفيذ ستوديو ماد هاوس، بدأ عرضه يوم 16 يوليو وإنتهى في 1 أكتوبر 2021 متكونًا من 12 حلقة.

## القصة
في أحد أيام الإجازة الصيفية، مجموعة من 36 طالب وطالبة من نفس المدرسة يجدون أنفسهم مع مبنى المدرسة محاطين بسواد لا ملامح فيه بعيدين عن منازلهم، ومع الوقت خلال بحثهم عن سبيل للعودة يكتشفون بأن لدى كل منهم قدرة خارقة لكن تظهر أمامهم الكثير من الصعوبات في العلاقات بينهم.

## الشخصيات
ناغارا (長良، Nagara)
أداء صوتي: أوي إتشيكاوا
نوزومي (希، Nozomi)
أداء صوتي: ساوري أونيشي
ميزوهو (瑞穂، Mizuho)
أداء صوتي: آوي يوكي
أساكازي (朝風، Asakaze)
أداء صوتي: تشياكي كوباياشي
راجداني (ラジダニ، Rajidani)
أداء صوتي: هيروكي غوتو
هوشي (明星، Hoshi)
أداء صوتي: آمي نايتو
بوني (ポニー، Ponī)
أداء صوتي: هانا ساتو
كاب (キャップ، Kyappu)
أداء صوتي: يوجي أويدا
هاياتو (はやと، Hayato)
أداء صوتي: شوتا ياماموتو
شانهاي (上海، Shanhai)
أداء صوتي: كانا أوغينو

## الإنتاج
تم الإعلان عن الأنمي يوم 28 أبريل 2021، المسلسل من إخراج وكتابة «شينغو ناتسومي»، وتصميم الشخصيات الأصلي من قبل «هيساشي إيغوتشي» وتحويلها للأنيميشن «نوريفومي كوغاي»، بدأ عرض الأنمي المتكون من 12 حلقة على محطة طوكيو-إم أكس وباقي الشبكات اليابان يوم 16 يوليو وإنتهى يوم 1 أكتوبر 2021. أغنية الأنمي بعنوان «فتى فتاة؛Shōnen Shōjo» من أداء «غينغ ناغ بويز».
الحلقة الأولى من الأنمي تم عرضها في اليابان فقط قبل موعدها بشهر تقريبًا في 19 يونيو 2021.
تم ترخيص الأنمي للعرض خارج آسيا من قبل كرانشيرول.

## قائمة الحلقات
| ر. الإجمالي | العنوان                           | العنوان الأصلي                                                      | المخرج                       | الكاتب         | لوحة قصصية        | تاريخ العرض الأصلي |
| ----------- | --------------------------------- | ------------------------------------------------------------------- | ---------------------------- | -------------- | ----------------- | ------------------ |
| 1           | «جزيرة نهاية الصيف»               | 夏の果ての島 Natsu no Hate no Shima                                 | شينغو ماتسوميه               | شينغو ماتسوميه | شينغو ماتسوميه    | 16 يوليو 2021(أ)   |
| 2           | «غرباء»                           | エイリアンズ Eirianzu                                               | تومويا كيتاغاوا              | شينغو ماتسوميه | شينغو ماتسوميه    | 23 يوليو 2021      |
| 3           | «قط يرتدي غيتا (حذاء تقليدي)»     | 下駄を履いたネコ Geta o Haita Neko                                  | كِييتشيرو سايتو               | شينغو ماتسوميه | كِييتشيرو سايتو    | 30 يوليو 2021      |
| 4           | «كرة قاعدة القردة الرهيبة»        | 偉大なるモンキー・ベースボール Idainaru Monkī Bēsubōru              | إمو غاهي                     | شينغو ماتسوميه | يوشي-أكي كاواجيري | 6 أغسطس 2021       |
| 5           | «صفوف قافزة»                      | 跳ぶ教室 Tobu Kyōshitsu                                             | ريه إشيكورا                  | شينغو ماتسوميه | شينغو ماتسوميه    | 13 أغسطس 2021      |
| 6           | «وداع طويل»                       | 長いさよなら Nagai Sayonara                                         | تومويا كيتاغاوا              | شينغو ماتسوميه | شينغو ماتسوميه    | 20 أغسطس 2021      |
| 7           | «كتاب الطريق»                     | ロード・ブック Rōdo Bukku                                           | كينتو ماتسوي                 | شينغو ماتسوميه | يوشي-أكي كاواجيري | 27 أغسطس 2021      |
| 8           | «كلب ضاحك»                        | 笑い犬 Warai Inu                                                    | كِييتشيرو سايتو               | شينغو ماتسوميه | كِييتشيرو سايتو    | 3 سبتمبر 2021      |
| 9           | «هذا تشازوكي السلمون نسي السلمون» | この鮭茶漬け、鮭忘れてるニャ Kono Sake Chazuke, Sake Wasureteru Nya | أتسوشي كاشيوا                | شينغو ماتسوميه | كيسُكي كوجيما      | 10 سبتمبر 2021     |
| 10          | «صيف وشيطان»                      | 夏と修羅 Natsu to Shura                                             | تومويا كيتاغاوا كينتو ماتسوي | شينغو ماتسوميه | شينغو ماتسوميه    | 17 سبتمبر 2021     |
| 11          | «صبي وبحر»                        | 少年と海 Shōnen to Umi                                              | نيتشيكا أونو                 | شينغو ماتسوميه | نوريفومي كوغاي    | 24 سبتمبر 2021     |
| 12 (أخيرة)  | «إجازة عامين»                     | 二年間の休暇 Ni Nenkan no Kyūka                                     | شينغو ماتسوميه               | شينغو ماتسوميه | شينغو ماتسوميه    | 1 أكتوبر 2021      |

## هوامش
- أ: الحلقة الأولى من الأنمي حصلت على عرض مسبق في اليابان يوم 19 يونيو 2021.

## طالع أيضًا
- ري-ماين (أنمي)
- غير الكفوء في أكاديمية الملك الشيطان
- النوم في قلعة الشيطان
- جاهي العظيمة لا يمكن أن تهزم
- الأنمي في 2021

## روابط خارجية
- الموقع الرسمي للأنمي (باليابانية)
- سوني بوي (انمي) في شبكة أخبار الأنمي